# Друз Молодший
Тиберій Друз Клавдій Юлій Цезар Нерон (лат. Drusus Iulius Caesar; 7 жовтня 13 року до н. е. — 14 вересня 23 року н. е.) — політичний та військовий діяч Римської імперії, консул 15 і 21 років.

## Життєпис

### Кар'єра
Походив з роду Клавдіїв. Син імператора Тиберія та Віпсанії Агріппіни. Чоловічу тогу він отримав з запізненням, після повернення його батька з Родосу у 2 році н. е., тобто у 16 років. Його батько був усиновлений Октавіаном Августом незабаром після повернення, проте шанси Друза на трон сильно погіршилися через те, що Тиберій був змушений усиновити популярного і трохи старшого Германіка. Незабаром після усиновлення батька римські вершники у 4 році зробили Друза princeps iuventutis. У 7 до н. е. став членом колегії понтифіків, а у 8 році — авгурів. У 11 році став квестором. Після смерті Августа Друз повинен був оголосити значну кількість паперів, які залишив після себе імператор і тримати потім надгробну промову на честь померлого зі старої трибуни, від якої, ймовірно, до нас дійшов один фрагмент. У 14 році Друз разом із Сеяном вирушив до паннонської армії, щоб привести її легіони до покори. У цьому ж році став членом колегій арвальських братів та августалів.
У 15 році був обраний консулом разом з Гаєм Норбаном Флаком. З 16 до 20 року він керував провінцією Ілірик як проконсул. Тут Друз прийняв капітуляцію маркоманського вождя Маробода, за що отримав овацію, яка святкувалася 28 травня 20 року.

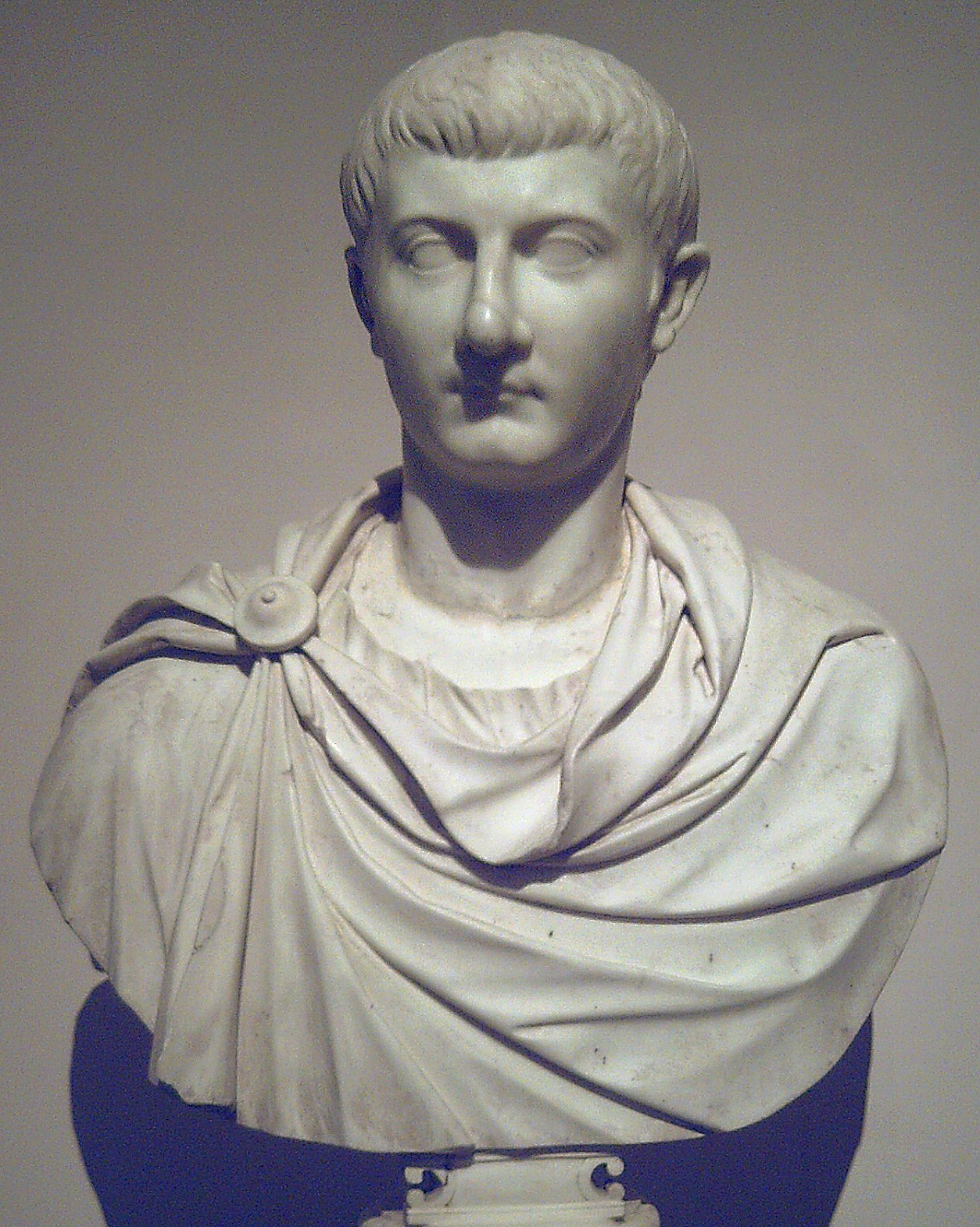
Тіберій Друз Клавдій Юлій Цезар Нерон

Друз був братом і колегою Германіка, імператор ретельно уникав віддавати перевагу одному з них і обидва жили в добрій взаємній згоді. За успіхи Германіка на Сході обидва брати отримали у 19 році тріумф і тріумфальні арки при храмі Марса Месника. У 21 році вдруге став консулом разом зі своїм батьком імператором Тиберієм. Після смерті Германіка, Друз став єдиним спадкоємцем, а його батько позначив це наданням йому трибунської влади у 22 році. В Ілірику Друза відвідав Гней Кальпурній Пізон, який хотів виграти процеси щодо смерті Германіка, однак Пізонові не вдалося привернути на свій бік Друза, який повернувся до Італії, щоб вітати з поверненням додому — у Тарраціні — вдову його друга — Германіка. Супроводжував її до Риму й був присутнім там на поминках Германіка. Тоді ж став квіндецемвіром свящейннодійств.

### Останні роки
Надалі Друз не втручався у державні справи, однак зростаючий з кожним днем вплив Сеяна починав турбувати його, він вже почав здогадувався, що мова йде про спадковість трону. Почало доходити до різких сцен, урешті-решт Друз вдарив Сеяна по обличчю. Сеян прагнув помститися йому за допомогою Лівілли, дружини Друза. Щоб легше було схилити її до зради своєму чоловіку та його вбивства, Сеян спокусив її, тож отримував тепер точні відомості про плани й думки свого ворога. Вони зуміли дати Друзу повільно діючу отруту, від якої він помер 14 вересня 23 року. Здавалося, що він помер від хвороби, однак 8 років по тому, після падіння Сеяна, судовим розслідуванням було встановлено, що лікар Лівілли приготував отруту, яку було подано Друзові одним з його слуг.

## Характер та зовнішній вигляд
Мав не дуже велику, але енергійну голову, обличчя не таке гарне, як у його батька, лоб плаский та низький, частково закритий волоссям, однак великий вигнутий ніс особливо відрізняв його від інших Клавдіїв.
Друз був гордим Клавдієм, проте не виділяється особливим розумом, пристрасним, чуттєвим і навіть жорстоким. Попри це, спадкоємець був популярний у столиці. Знали про його розпутне життя у Римі та військовому таборі, але прощали йому це, коли порівнювали з ним його похмурого, недовірливого батька. Після смерті Друза народ збирав гроші, щоб поставити йому статую, напис якої зберігся. Втім офіційний траур, проти звичаю, був скорочений Тиберієм.

## Родина
Дружина — Юлія Лівія
Діти:
- Юлія
- Германік Юлій Цезар Молодший
- Тиберій Юлій Цезар Гемелл